# Pruszcz Gdański
Pruszcz Gdański (kaschubisch Pruszcz; deutsch Praust) ist eine Stadt in der polnischen Woiwodschaft Pommern. Sie ist Sitz des Powiat Gdański (Powiat Danzig).

## Lage

Praust südlich von Danzig und nordwestlich von Dirschau auf einer Landkarte von 1910

Die Stadt liegt im Süden der sogenannten Dreistadt mit den Zentren Gdańsk (Danzig), Gdynia (Gdingen) und Sopot (Zoppot) im ehemaligen Westpreußen. Im Norden der Stadt schließt sich Danzig an, dessen Stadtzentrum etwa zehn Kilometer nördlich liegt. Die Danziger Bucht liegt etwa 14 Kilometer nordöstlich der Stadt.

## Ortsname
Die erste schriftliche festgehaltene Erwähnung des Ortes erfolgte als Prust. Die Bedeutung ist nicht gesichert. Eine Deutung ist die Ableitung von Preußen, aber auch die Ableitung vom Wort Propstei ist möglich. Weitere Namensversionen waren Pruszy (1315), Prust (1438), Pruscz (1504), Praust (1576) und Pruszcz (1583). Die Bezeichnung Pruszcz wurde in der polnischen Verwaltung bis Ende des 18. Jahrhunderts verwendet. Als der Ort 1772 zu Preußen kam, wurde als amtliche Bezeichnung der deutsche Name Praust wieder eingeführt. Nach dem Zweiten Weltkrieg und der Vertreibung der deutschen Bevölkerung erhielt die Stadt wieder ihren polnischen Namen Pruszcz, seit 1951 mit dem Zusatz Gdański.

## Geschichte

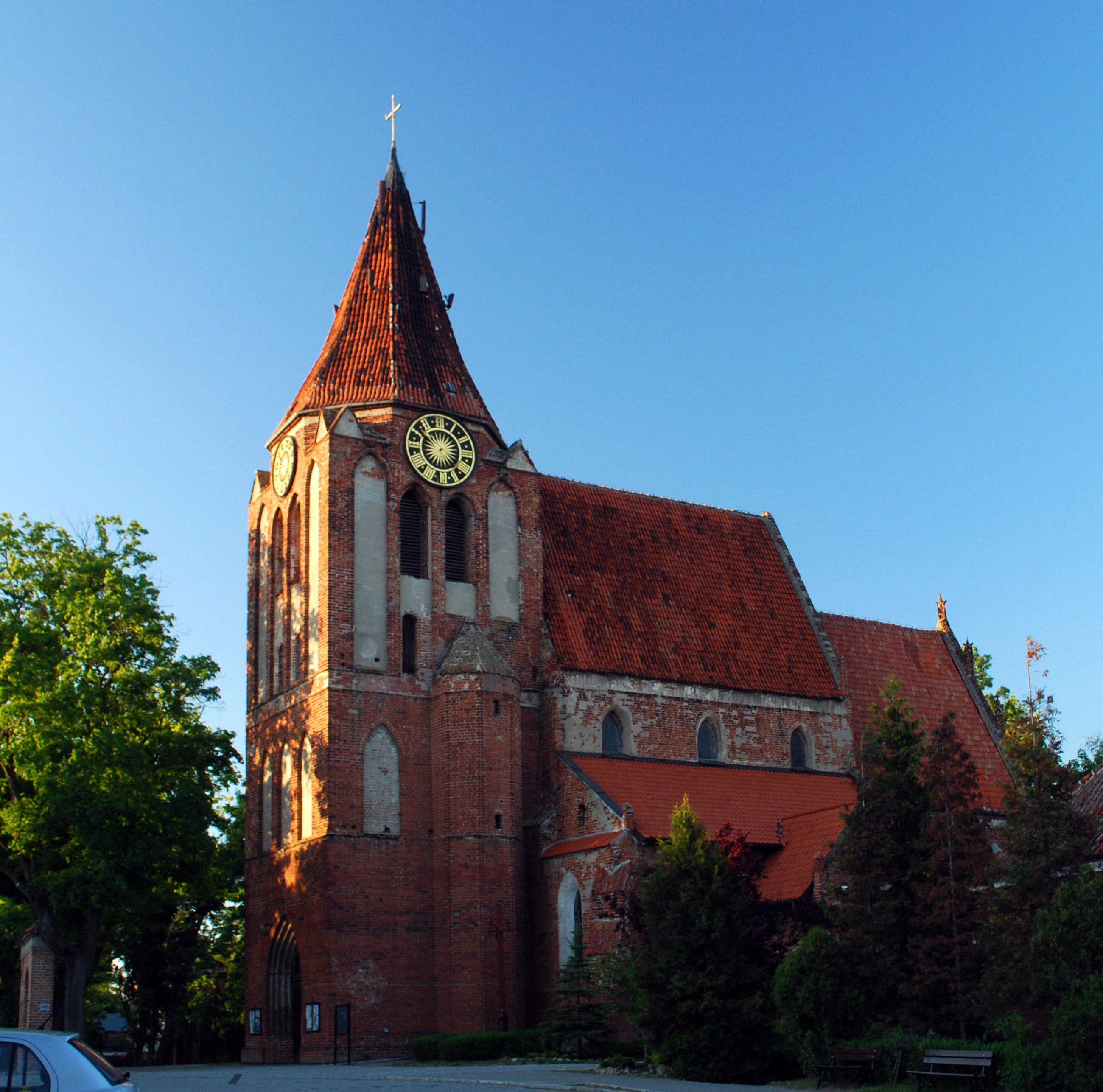
Stadtkirche (bis 1945 evangelisch)

Der erste urkundliche Hinweis als Prust auf das heutige Pruszcz Gdański stammt aus dem Jahr 1315. Von 1348 bis 1354 wurde von dem Fluss Radaune ein Kanal nach Danzig errichtet, der primär der Trinkwasserversorgung diente. Im Jahr 1367 wurde der Ort durch den Deutschen Orden zu einer vollberechtigten Siedlung erhoben. Der Ort entwickelte sich gut, nicht zuletzt durch die Nähe zu Danzig. Als sich die Städte des Preußischen Bundes vom Deutschordensstaat abspalteten und sich freiwillig der Krone Polens unterstellten, was zu einer vorläufigen Zweiteilung Preußens führte, kam Praust 1454 an das autonome Preußen Königlichen Anteils.
Anlässlich der Errichtung der Union von Lublin auf dem Lubliner Sejm kündigte König Sigismund II. August am 16. März 1569 die Autonomie Westpreußens unter Androhung herber Strafen einseitig auf, weshalb die Oberhoheit des polnischen Königs in diesem nun nur noch bedingt autonomen Teil des ehemaligen Gebiets des Deutschen Ordens von 1569 bis 1772 vornehmlich als Fremdherrschaft empfunden wurde.
Im Rahmen der ersten polnischen Teilung 1772 kam die Stadt zum Königreich Preußen, ab 1818 als Teil des Landkreises Danzig. Im 19. Jahrhundert ging der Aufschwung der Gemeinde weiter. So wurden unter anderem ein Krankenhaus, eine Schule sowie eine Zuckerfabrik errichtet. Weiterhin erfolgte 1852 der Anschluss von Praust an das Schienennetz von Danzig nach Dirschau (Tczew). 1887 wechselte Praust in den neuen Kreis Danziger Höhe. Am Anfang des 20. Jahrhunderts hatte Praust eine evangelische Kirche, ein bakteriologisches Institut der westpreußischen Landwirtschaftskammer und eine Molkereischule.
Mit der erzwungenen Bildung der Freien Stadt Danzig aufgrund der Bestimmungen des Versailler Vertrags nach dem Ersten Weltkrieg wurde Praust 1920 Teil derselben. Nach dem Überfall auf Polen 1939 wurde die Gemeinde dem neu gebildeten Reichsgau Danzig-Westpreußen des Deutschen Reichs zugeordnet. Zum 1. April 1942 wurde Praust ein Stadtteil Danzigs. In der Stadt wurden drei Außenstellen des KZ Stutthof eingerichtet, eine am Flughafen, eine am Bahnhof und eine in der Zuckerfabrik.
Gegen Ende des Zweiten Weltkriegs wurde Praust im März 1945 von der Roten Armee besetzt. Im Sommer 1945 ging in Praust die Verwaltung dem Potsdamer Abkommen gemäß von der sowjetischen Besatzungsmacht an die Volksrepublik Polen über. Soweit die Bewohner nicht geflohen waren, wurden sie in der Folgezeit aus Pruszcz vertrieben. Pruszcz wurde selbständige Stadt, und war damit nicht mehr Teil der Stadt Danzig (Gdańsk).
1951 erhielt der Ort den Namenszusatz Gdański. 1975, im Rahmen einer allgemeinen Verwaltungsreform, verlor die Stadt den Sitz des Powiats, erhielt ihn aber bei einer erneuten Reform 1999 wieder.

### Bevölkerungsentwicklung bis 1945
| Jahr | Einwohner | Anmerkungen                        |
| ---- | --------- | ---------------------------------- |
| 1816 | 0270      | [ 8 ]                              |
| 1852 | 1485      | [ 9 ]                              |
| 1864 | 1666      | am 3. Dezember                     |
| 1875 | 1762      | [ 11 ]                             |
| 1880 | 2135      | [ 11 ]                             |
| 1905 | 2811      | davon 1068 Katholiken und 38 Juden |
| 1929 | 3878      | [ 11 ]                             |

### Einwohnerentwicklung seit 1945
| Jahr          | 1945  | 2007   |
| Einwohnerzahl | 5.000 | 24.656 |

## Kirche
Die Kirche, die vermutlich noch zur Zeit des Deutschordensstaats gegründet wurde, hat einen kreuzförmigen Grundriss und einen viereckigen Westturm mit einem achteckigen Spitzdach. Zum Glockengestühl führt durch das Gemäuer der Kirche eine gemauerte Wendeltreppe, die in einem abgesonderten Treppentürmchen verläuft. Das Vorhandensein dieses Anbaus deutet auf den mittelalterlichen Ursprung der Kirche hin.
Die Bevölkerung von Praust hatte sich der Reformation angeschlossen. Die Kirche soll nach der Reformation von Franziskaner-Mönchen dem Stadtrat von Danzig übergeben worden sein, der dann auch das Patronat über sie ausübte. 1728 erhielt die Kirche eine Orgel, die der Danziger Orgelbauer Andreas Hildebrand erbaut hatte und deren Klangfülle besonders gerühmt wurde. Im Jahr 1831 wurde die Kirche vollständig renoviert.
Die Namen der evangelischen Pfarrer der Ortskirche sind seit 1578 und vollständig lückenlos seit 1587 bekannt. Die Kirchengemeinde gehörte mit Bildung der Evangelischen Kirche in den Königlich Preußischen Landen ab 1817 zu deren über die Zeit sich ändernden regionalen Gliederungen. Die vor 1945 anwesenden Einwohner Prausts gehörten mehrheitlich dem evangelischen Glaubensbekenntnis an.

## Politik
Bürgermeister der Stadt ist (2007) Janusz Wróbel. Seine Stellvertreter sind Andrzej Szymański und Ryszard Świlski. Die Stadt ist in vier Wahlbezirke (okręg) eingeteilt.

### Städtepartnerschaft
Seit April 2012 besteht eine Städtepartnerschaft mit Hofheim am Taunus in Deutschland.

### Wappen
Das Wappen der Stadt zeigt auf roten Grund ein goldenes P und einen goldenen Löwen. Das P steht für den Namen der Stadt und passt sowohl zur deutschen Bezeichnung Praust als auch zur polnischen Pruszcz. Der goldene Löwe ist leicht abgewandelt einer der Löwen der Stadt Danzig.

## Landgemeinde Pruszcz Gdański
Die Landgemeinde Pruszcz Gdański, zu der die Stadt selbst nicht gehört, umfasst eine Fläche von 142,56 km² und hat 32.184 Einwohner (Stand 31. Dezember 2020).

## Wirtschaft und Infrastruktur

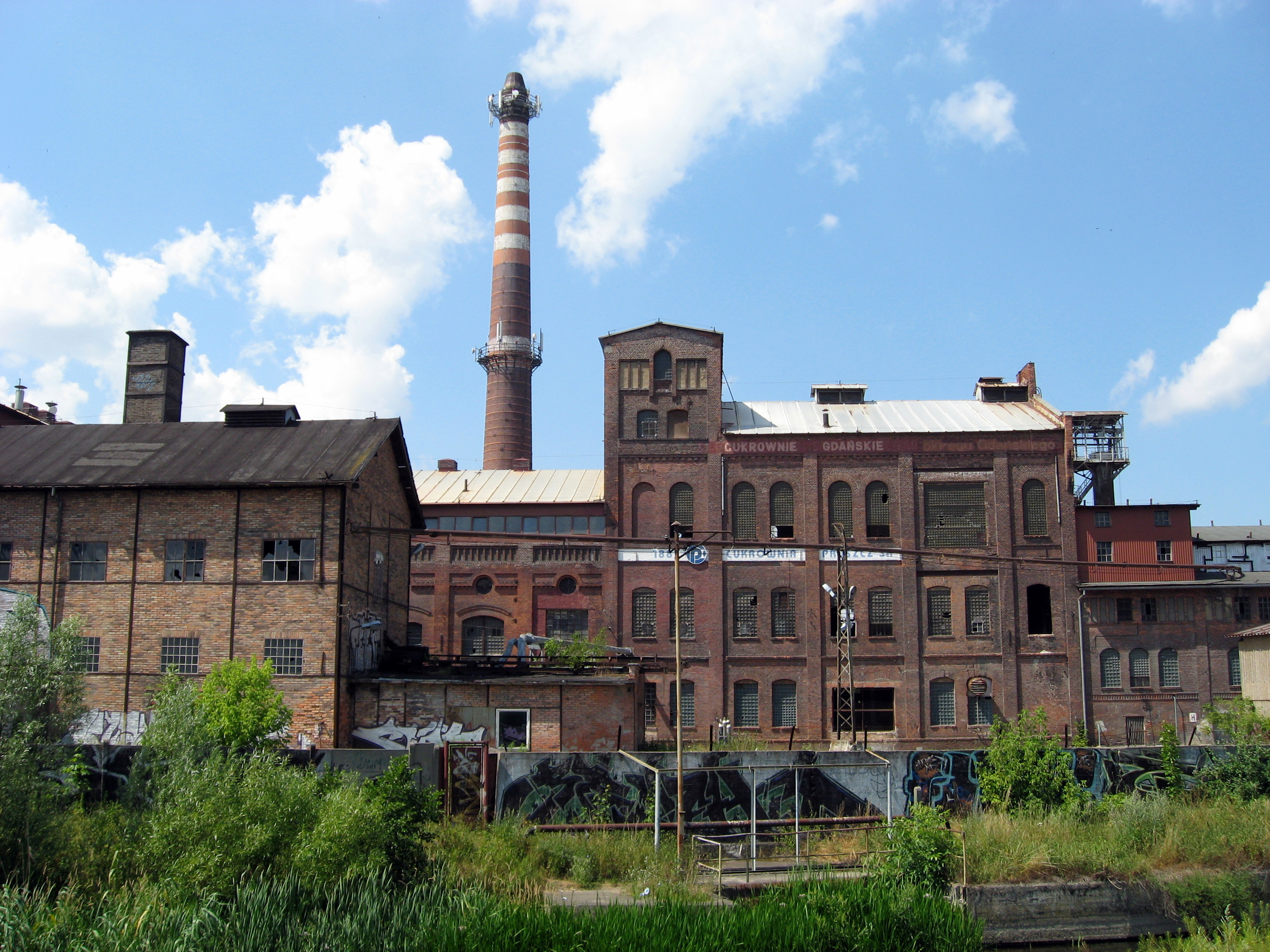
Zuckerfabrik in Pruszcz Gdański

### Verkehr
Pruszcz Gdański liegt an der Europastraße 75, welche in Polen von Danzig über Łódź nach Bielsko-Biała führt. Am Rand der Stadt führt die Schnellstraße 6 (Droga ekspresowa 6) entlang. Die Woiwodschaftsstraße 226 (droga wojewódzka) führt durch die Stadt, und die Woiwodschaftsstraße 227 beginnt in Pruszcz Gdański.
Durch die Stadt führt die Bahnstrecke von Danzig nach Tczew. Bis 1994 (Personenverkehr) und bis 2002 (Güterverkehr) bestand eine Bahnlinie von Pruszcz Gdański über Kartuzy und Lębork nach Łeba.
Der Lech-Wałęsa-Flughafen Danzig liegt etwa 15 km nördlich der Stadt. Die Stadt selbst beherbergt einen Militärflugplatz.

## Persönlichkeiten
- Walter Bruno Iltz (* 1886 in Praust; † 1965), Theaterdirektor, Regisseur und Schauspieler
- Otto Rathke (* 1898 in Praust; † 1922), wegen Raubmordes zum Tode verurteilt und hingerichtet
- Hans-Lothar Thiel (* 1920 in Praust; † 2002), Augenarzt.